# Adda-guppi'
Adda-guppi' lub Hadad-happe (ur. 649 p.n.e., zm. 547 p.n.e.) – matka babilońskiego króla Nabonida (555-538 p.n.e.). 
Według inskrypcji na pamiątkowej steli, wystawionej w Harranie przez Nabonida po jej śmierci, Adda-guppi' urodzić się miała w dwudziestym roku panowania asyryjskiego króla Aszurbanipala (tj. w 649 r. p.n.e.). Do końca istnienia imperium asyryjskiego mieszkała ona w Harranie, skąd, po zdobyciu tego miasta przez armię nowobabilońską, uprowadzona została do Babilonu. W Babilonie zamieszkała w pałacu królewskim, ale jej ówczesna pozycja nie jest znana. Zgodnie z inskrypcją na steli Adda-guppi' zyskała z czasem duże wpływy na dworze królewskim, szczególnie za panowania królów Nabopolassara (625–605 p.n.e.), Nabuchodonozora II (604-562 p.n.e.) i Neriglissara (559-556 p.n.e.). Najprawdopodobniej na początku panowania Nabuchodonozora II lub nieco wcześniej urodziła ona syna, Nabonida. O ojcu Nabonida i mężu Adda-guppi' wiadomo jest jedynie, iż miał on na imię Nabu-balassu-iqbi i że nosił tytuł gubernatora. W inskrypcji na steli Nabonid podkreśla, iż jego matka była bardzo oddana bogowi księżyca Sinowi z Harranu. Na tej podstawie wielu uczonych założyło, iż była ona kapłanką tego boga, co nie zostało jednak udowodnione. Adda-guppi' zmarła w dziewiątym roku panowania swego syna, osiągając wiek ponad stu lat.